# The Finest Hours
The Finest Hours (La hora decisiva en España y Horas Contadas en Hispanoamérica) es una película catastrófica estadounidense dirigida por Craig Gillespie y escrita por Scott Silver, Eric Johnson y Paul Tamasy, basada en el libro homónimo escrito por Casey Sherman y Michael J. Tougias. La película está basada en la historia real de la misión de rescate Pendleton en 1952 por la guardia costera, donde dos barcos petroleros fueron destrozados por la tormenta «Nor'easter» (enorme tormenta que se produce a lo largo de la costa este de los Estados Unidos, con nieve, lluvia, granizo, inundaciones y grandes olas del mar).
 La película fue estrenada por Walt Disney Pictures el 22 de enero de 2016 en formatos IMAX 3D y RealD 3D en Disney Digital 3D.

## Sinopsis
La misión de rescate tuvo lugar en 1952 en la costa del Cabo Cod después de que dos petroleros, el SS Fort Mercer y el SS Pendleton, fueron destrozados por las olas y vientos invernales. La tripulación del bote salvavidas CG 36500 y la tripulación del bote USCGC Yakutat heroicamente rescataron a casi todos los náufragos.

## Reparto
- Chris Pine como Bernard Webber.[4]
- Casey Affleck como Ray Sybert.[5]
- Holliday Grainger como Miriam.[6]
- Eric Bana como Daniel Cluff.[7]
- Ben Foster como Richard Livesey.[6]
- Josh Stewart como Tchuda Southerland.[8]
- Graham McTavish como Frank Fauteux.[9]
- Kyle Gallner como Andrew Fitzgerald.[10]
- John Ortiz como Wallace Quirey.[11]
- Keiynan Lonsdale como Eldon Hanan.[11]
- Rachel Brosnahan como Bea Hansen.[11]
- Michael Raymond-James.[11]
- John Magaro como Ervin Maske.
- Matthew Maher como Carl Nickerson.
- Benjamin Koldyke como Sam.
- George Fisher
- Beau Knapp como Mel Gouthro.

## Producción

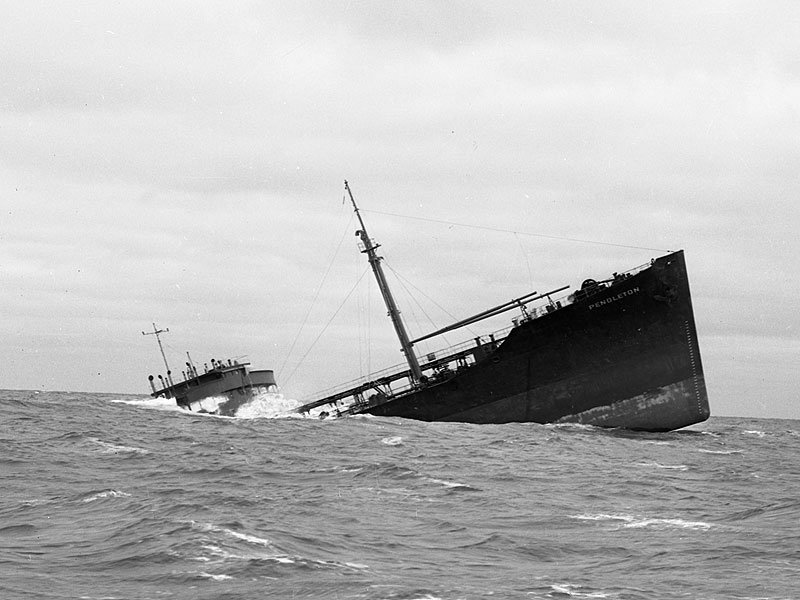
Sección de la proa del SS Pendleton, 19 de febrero de 1952

Walt Disney Pictures y Whitaker Entertainment son los productores de la película.
El 12 de agosto de 2011, Walt Disney Pictures adquirió los derechos fílmicos del libro The Finest Hours (2009) de Casey Sherman y Michael J. Tougias.  Paul Tamasy y Eric Johnson escribieron el guion adaptado basándose en el libro y en entrevistas a los sobrevivientes. En mayo de 2013 se contrató a Robert Schwentke para dirigir la película. Sin embargo, Schwentke renunció al proyecto para dirigir The Divergent Series: Insurgent y fue reemplazado por Craig Gillespie en abril de 2014. La elección del reparto se realizó entre abril y octubre de 2014.

### Filmación
La fotografía principal empezó el 8 de septiembre de 2014, en Quincy, Massachusetts. El 27 de octubre la película se rodó en Fore River Shipyard en Quincy, Massachusetts. También se rodó en South Shore y posteriormente se desplazaron a Chatham en diciembre. En los primeros días de diciembre, la filmación se realizó en la ciudad de Marshfield. El 12 de diciembre Affleck fue visto tocando piano en el Symphony Hall en Boston, por el tiempo en que se realizaba la filmación Chatham.

## Estreno
Después de que originalmente el estreno fuera programado para el 15 de abril de 2016 y posteriormente el 9 de octubre de 2015, la película finalmente se estrenó el 29 de enero de 2016. El primer tráiler de The Finest Hours se proyectó el 8 de julio de 2015.

## Recepción
The Finest Hours ha recibido críticas mixtas y mayormente positivas por parte de la crítica y la audiencia, en el sitio Rotten Tomatoes tiene una calificación de 62% basada en 148 reseñas, con una puntuación de 6.1. La página Metacritic le ha dado a la película una puntuación de 58 de 100, basada en 39 críticas, indicando "reseñas mixtas". Las audiencias de CinemaScore le han dado una puntuación de "A-" en una escala del A+ al F, mientras que en el sitio IMDb los usuarios le han dado una puntuación de 7.1/10, sobre la base de más de 6 000 votos.